# مانوئل کاریون
مانوئل کاریون (انگلیسی: Manuel Carrión؛ زادهٔ ۱۹ ژوئیهٔ ۱۹۷۸) بازیکن فوتبال اهل اسپانیا است.